# Dự án bã đậu phụ
Dự án bã đậu phụ (tiếng Trung: 豆腐渣工程; Hán-Việt: Đậu hủ tra công trình; bính âm: Dòufuzhā gōngchéng) là một cụm từ tiếng Trung dùng để mô tả một tòa nhà được xây dựng tồi tàn, đôi khi chỉ gọi đơn giản là Công trình đậu phụ hay Nhà đậu phụ. Cựu Thủ tướng Trung Quốc Chu Dung Cơ đã đặt ra cụm từ này trong chuyến thăm năm 1998 tới thành phố Cửu Giang, tỉnh Giang Tây để mô tả một hệ thống đê lũ được xây dựng ẩu trên sông Dương Tử. Cụm từ này được sử dụng nổi bật khi đề cập đến những tòa nhà bị sập trong thảm họa động đất Tứ Xuyên năm 2008.

## Tổng quan
Ở Trung Quốc, thuật ngữ bã đậu phụ (những mảnh còn sót lại sau khi làm đậu phụ) được sử dụng rộng rãi như một phép ẩn dụ cho công việc kém chất lượng, do đó có hàm ý rằng "dự án bã đậu phụ" là một dự án được thực hiện kém cỏi. Sự phổ biến những “dự án đậu phụ” là do tình trạng tham nhũng và hối lộ tràn lan ở Trung Quốc, vì “tiền của dự án bị các quan chức bỏ qua, để lại ít nguồn tài trợ cho vật liệu chất lượng, nhân viên có trình độ và tay nghề chấp nhận được” trong khi “số dự án thường được cấp cho các công ty có nhiều mối quan hệ chính trị hơn là trình độ chuyên môn". Hơn nữa, những "dự án tưởng niệm" thường được gấp rút hoàn thành để đánh dấu một ngày kỷ niệm của nhà nước. Ví dụ, vào năm 2007, một cây cầu ở tỉnh Hồ Nam vốn đang được đẩy nhanh để thông xe nhân dịp kỷ niệm 50 năm thành lập chính quyền địa phương, đã bị sập trong quá trình thi công, khiến 64 người thiệt mạng. Cuối cùng, chính quyền địa phương đành dựa vào nguồn thu từ xây dựng bao gồm phí bán và chuyển nhượng đất, nên họ có động cơ thúc đẩy tăng trưởng nhanh chóng và không bị cản trở, bao gồm cả việc nhắm mắt làm ngơ trước những công trình xây dựng kém tiêu chuẩn.
Sau khi đến thăm Trung Quốc vào đầu năm 2011, nhà báo Canada Lawrence Solomon tuyên bố rằng nhiều người Trung Quốc "lo ngại rằng 'đập đậu phụ' có thể bị vỡ, dẫn đến hàng trăm nghìn nạn nhân ở hạ lưu". Theo kiến trúc sư Trung Quốc Lý Hổ, những dự án bã đậu phụ ở Trung Quốc có rất nhiều tòa nhà không có sai sót trong xây dựng. Ông cho biết trong hầu hết các trường hợp, những công trình này được xây dựng kém không bị sập mà chỉ bị giảm tuổi thọ hoặc bị rò rỉ. Một cuộc khảo sát vào tháng 2 năm 2023 cho thấy có gần 600 triệu tòa nhà ở Trung Quốc gặp rủi ro về thiên tai.

## Động đất Tứ Xuyên năm 2008

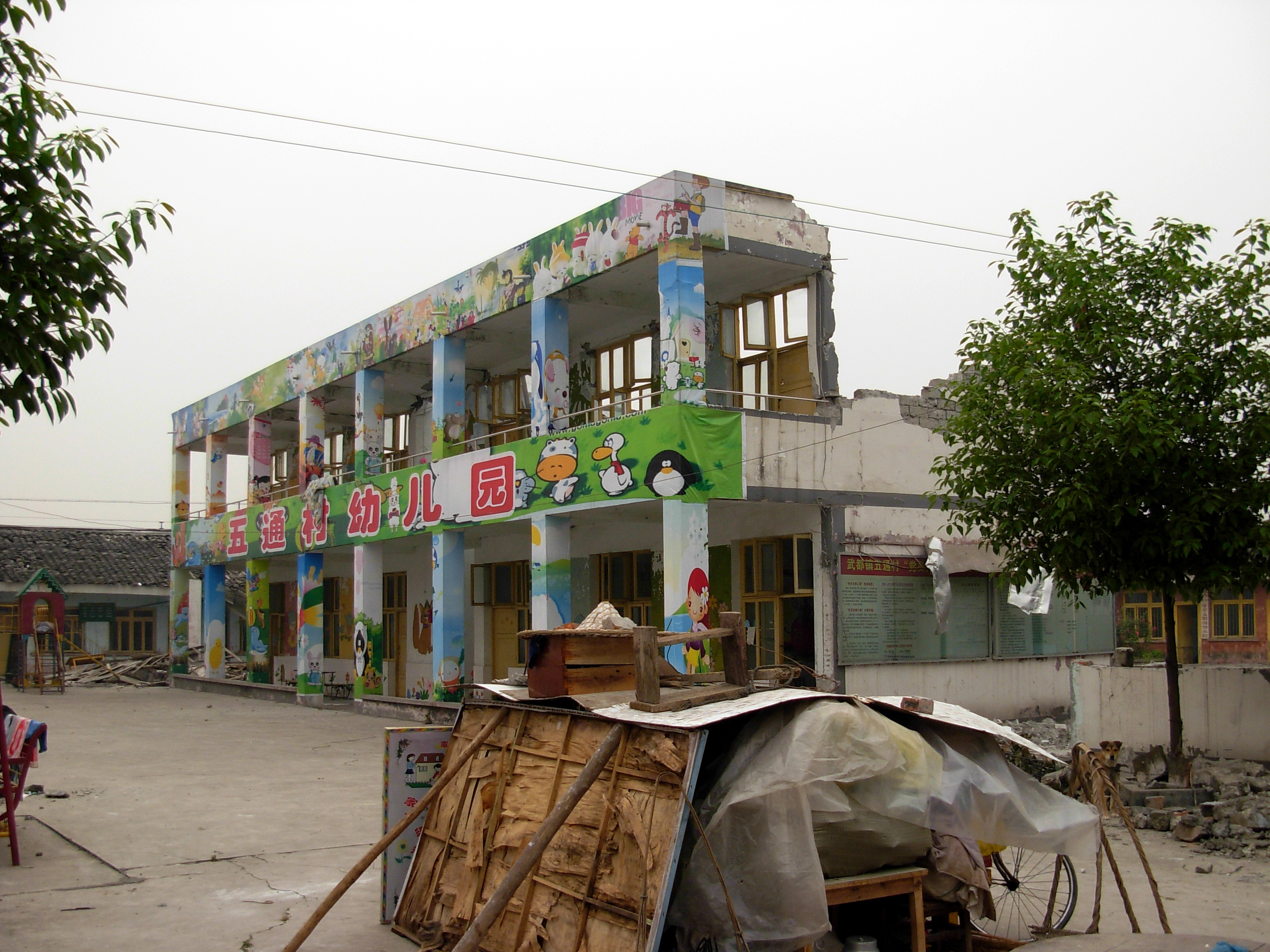
Trường mẫu giáo này nằm trong số nhiều trường học ở vùng thiên tai bị hư hại nặng nề về kết cấu.

Trong trận động đất Tứ Xuyên năm 2008, nhiều ngôi trường bị sập; dẫn đến cái chết của học sinh. Những tòa nhà này được dùng làm ví dụ cho các dự án bã đậu phụ. Vụ sập nhà có liên quan đến cáo buộc tham nhũng trong việc xây dựng trường học ở Trung Quốc.
| “                                                            | …Xây dựng trường học là điều tồi tệ nhất. Đầu tiên, không có đủ vốn. Các trường học ở khu vực nghèo có ngân sách nhỏ và không giống như các trường học ở thành phố, họ không thể thu được những khoản phí lớn nên bị ép tiền. Trong quá trình thi công, cộng thêm sự bóc lột của quan chức chính phủ, quan chức giáo dục, quản lý trường học, v.v... và bạn có thể tưởng tượng những gì còn lại cho việc xây dựng trường học thực tế. Khi các tiêu chuẩn phòng chống động đất được nâng lên, cơ quan chính phủ, doanh nghiệp lớn, v.v... đều sẽ thẩm định và gia cố công trình của mình. Nhưng những ngôi trường với những tòa nhà xây dựng từ thập niên 70 này, không ai để ý đến chúng. Chính vì lý do này, những trường học cũ không được bảo vệ đầy đủ trong khi các tòa nhà mới được xây dựng kém chất lượng. | ” |
| — Một kỹ sư xây dựng sử dụng bút danh "Thư Kiếm Tử" (书剑子) | |   |

Ngày 15 tháng 5 năm 2008, Geoffery York của tờ The Globe and Mail đưa tin rằng những tòa nhà xây dựng kém chất lượng thường gọi là "công trình đậu phụ" vì giới xây dựng đã bớt xén bằng cách thay thế thanh thép bằng dây sắt mỏng dùng để gia cố bê tông; xài xi măng kém chất lượng, nếu có; và sử dụng ít gạch hơn mức cần thiết. Bài báo dẫn lời một người dân địa phương nói rằng “các cơ quan giám sát đã không kiểm tra xem liệu nó có đáp ứng tiêu chuẩn quốc gia hay không".
Giới truyền thông do nhà nước kiểm soát phần lớn đã phớt lờ các trường học bã đậu phụ, theo chỉ thị của cơ quan tuyên truyền. Những bậc phụ huynh, tình nguyện viên và nhà báo tới chất vấn chính quyền đều bị giam giữ và đe dọa. Để làm im lặng vụ việc, cảnh sát chống bạo động đã giải tán sự phản đối của phụ huynh; chính quyền lập rào chắn xung quanh các trường học; và đám quan chức đã ra lệnh cho giới truyền thông Trung Quốc ngừng đưa tin về các vụ sập trường học.

## Biến đổi khí hậu

### Khí thải xây dựng
Quá trình xây cất công trình bã đậu phụ xuất phát từ việc làm nhanh, kém chất lượng, thường sử dụng vật liệu rẻ tiền, nhanh chóng, chủ yếu là bê tông. Việc xây dựng và đổ bê tông không đạt tiêu chuẩn quá nhanh dẫn đến cơ sở hạ tầng xây dựng kém, gây ra các vấn đề khi xảy ra thiên tai như trận động đất Vấn Xuyên. Sản xuất bê tông góp phần tạo ra một lượng lớn khí nhà kính. Từ năm 1980 đến năm 2011, Trung Quốc dẫn đầu về sản xuất xi măng/bê tông, trong thời gian hai năm sản xuất nhiều xi măng hơn lượng xi măng do Mỹ sản xuất trong thế kỷ 20. Tất cả hoạt động sản xuất xi măng này đã dẫn đến lượng khí thải nhà kính khổng lồ, sự đóng góp của Trung Quốc vào lượng khí nhà kính chỉ từ xi măng đã ngang bằng với tổng lượng khí thải nhà kính của một số quốc gia. Trung Quốc đang sử dụng rất nhiều xi măng và việc tiêu xài nhanh chóng đã gây ra nạn xây dựng công trình đậu phụ. Vấn nạn thi công đậu phụ chỉ dẫn tới nhiều công trình xây dựng hơn, vì sau trận động đất Tứ Xuyên, Trung Quốc đã hoàn thành gần 29.692 dự án nhằm xây dựng lại các khu vực bị ảnh hưởng bởi trận động đất. Ngay cả khi không có thiên tai, các công trình xây dựng của Trung Quốc vẫn thất bại, "Một phóng viên Úc đã đếm được bốn cây cầu bị sập chỉ trong chín ngày vào tháng 7 năm 2012". Các quan chức Trung Quốc cũng thừa nhận những vấn đề này, đưa ra tuổi thọ của các tòa nhà và thậm chí còn cảnh báo về những vụ sập trong tương lai của các tòa nhà khi chúng cũ đi và đạt được tuổi thọ nhất định. Ngay cả trong những nỗ lực tái thiết, việc xây dựng cặn đậu phụ vẫn còn phổ biến, các nguồn tin từ quận Vĩnh Thành sau động đất cho biết họ đã chuyển đến những tòa nhà đã có vết nứt trên tường của những căn hộ mới xây của họ. Tuy nhiên, việc xây cất vẫn tiếp tục ở Trung Quốc vì trong khoảng thời gian 2011-2014, người ta dự đoán rằng Trung Quốc sẽ có một tòa nhà chọc trời mới được xây dựng cứ 5 ngày một lần. Hoạt động xây dựng góp phần tạo ra khoảng 40% lượng khí thải GHG trên thế giới, phần lớn lượng khí thải này đến từ các vật liệu được sử dụng, như bê tông -Vật liệu xây dựng đặc trưng của bã đậu phụ- và những loại vật liệu khác.

### Hiệu ứng tổng thể
Liên quan đến việc xây dựng bã đậu phụ là những dự án hoành tráng hơn mà chính phủ Trung Quốc thực hiện, nhiều dự án trong số đó hoàn toàn không cần thiết cho mục đích của họ và chỉ đơn giản được dùng làm công cụ để cho nước ngoài biết rằng Trung Quốc đã phát triển. Bằng cách phân bổ các nguồn lực tốt nhất của đất nước cho các thành phố giàu có, các vùng nông thôn của Trung Quốc phải hứng chịu những thảm họa cơ sở hạ tầng lặp đi lặp lại, điều này không chỉ dẫn đến việc tiêu tốn nhiều tài nguyên thiên nhiên hơn để xây dựng lại mà còn dẫn đến tình trạng ô nhiễm gây ra trong giai đoạn sập nhà ban đầu. Ngành xây dựng của Trung Quốc là tác nhân đáng kể gây ra cuộc khủng hoảng khí hậu tổng thể, và mặc dù Trung Quốc đã có kế hoạch giảm lượng khí thải carbon của quốc gia bằng năng lượng tái tạo và nâng cấp thiết bị công nghiệp, phần lớn các khu vực nông thôn và nghèo của Trung Quốc vẫn tiếp tục phụ thuộc vào các mặt hàng chủ lực như xi măng và loại thép thải ra lượng khí thải carbon lớn. Kết quả, như được minh họa bởi các dự án cặn đậu phụ, là sự sụp đổ và sử dụng tài nguyên thiên nhiên tái diễn. Ngoài những công trình yếu kém còn có các khu vực làm việc tệ hại (ví dụ: nhà máy) đã dẫn đến các sự kiện tàn khốc như cháy nhà máy, rò rỉ đường ống và nổ tại nơi làm việc.